# Mesocricetus newtoni
Mesocricetus newtoni là một loài động vật có vú trong họ Cricetidae, bộ Gặm nhấm. Loài này được Nehring mô tả năm 1898.